# Segesd
Segesd is een plaats (község) en gemeente in het Hongaarse comitaat Somogy. Segesd telt 2694 inwoners (2001).